# 奥伯湖 (比勒费尔德)
奥伯湖（德语：Obersee，官方名称：Johannisbachtalsperre-Obersee）是位于比勒费尔德希尔代谢区的人工水库。大小约20公顷，是比勒费尔德最大的水域。

## 规划、建设和数据
在奥伯湖建成之前，阿河和约伦贝克米伦巴赫河经常导致约翰尼斯河谷（包括今天的湖区）洪水泛滥。该湖建于1977年至1982年，长950米，最宽300米，永久蓄水量为385,000m³，两条河之间有水坝。最大蓄水量为640,000m³，最大蓄水高度1.30米。该湖集水面积100平方公里。
原先奥伯湖的下方计划了另一个湖泊。最初的设想是，在实际的防洪盆地之前，奥伯湖作为支流的一个更自然设计的沉淀盆地。这个更低、更大的湖泊——Untersee——应该可以用于休闲和水上运动，并且应该在以后进行规划和建造。目前，还没有进行大坝扩建计划的具体计划，因为出于生态、城市发展以及最重要的财政原因，该项目已经讨论了好几年了。
在湖的东岸，哈姆-明登铁路通过希尔代谢高架桥穿过阿河，该高架桥在二战期间被一枚10吨重的炸弹摧毁。高架桥后面几米处是水坝墙，湖水从这里流入约翰尼斯巴赫河。

## 淤积和恢复
由于阿河和约伦贝克米伦巴赫河携带的沉积物——大约每年4,000m³——威胁着奥伯湖的日益淤积。进一步的问题是，由于大量流入的营养物质和相应天气条件下的临界氧气条件，导致藻类大量生长。因此，除了从湖中清除污泥外，还计划为两条溪流设置旁路解决方案，即让两条溪流绕湖向北改道。通过将湖泊与溪流分开，它们的流速增加，并且被携带的沙子被运送到下游。此外，这两条溪流也重新成为水生动物可以通行的地方。

湖泊的疏浚始于2008年夏天。从2009年2月开始，在湖的北岸为阿河和约伦贝克米伦巴赫河建了一个新的河床，在后者的入口处有一个大凸起。为了在1150米的距离上进行防水分界，必须竖立带有木板的挡土墙。新的溪流绕过坝墙，利用高架桥的另一个弯道流过。这也使得有必要在高架桥以东建造第二座人行天桥。工程于2009年底完成，新河床于11月初被淹。由于这项措施，奥伯湖的规模缩小了大约10%。

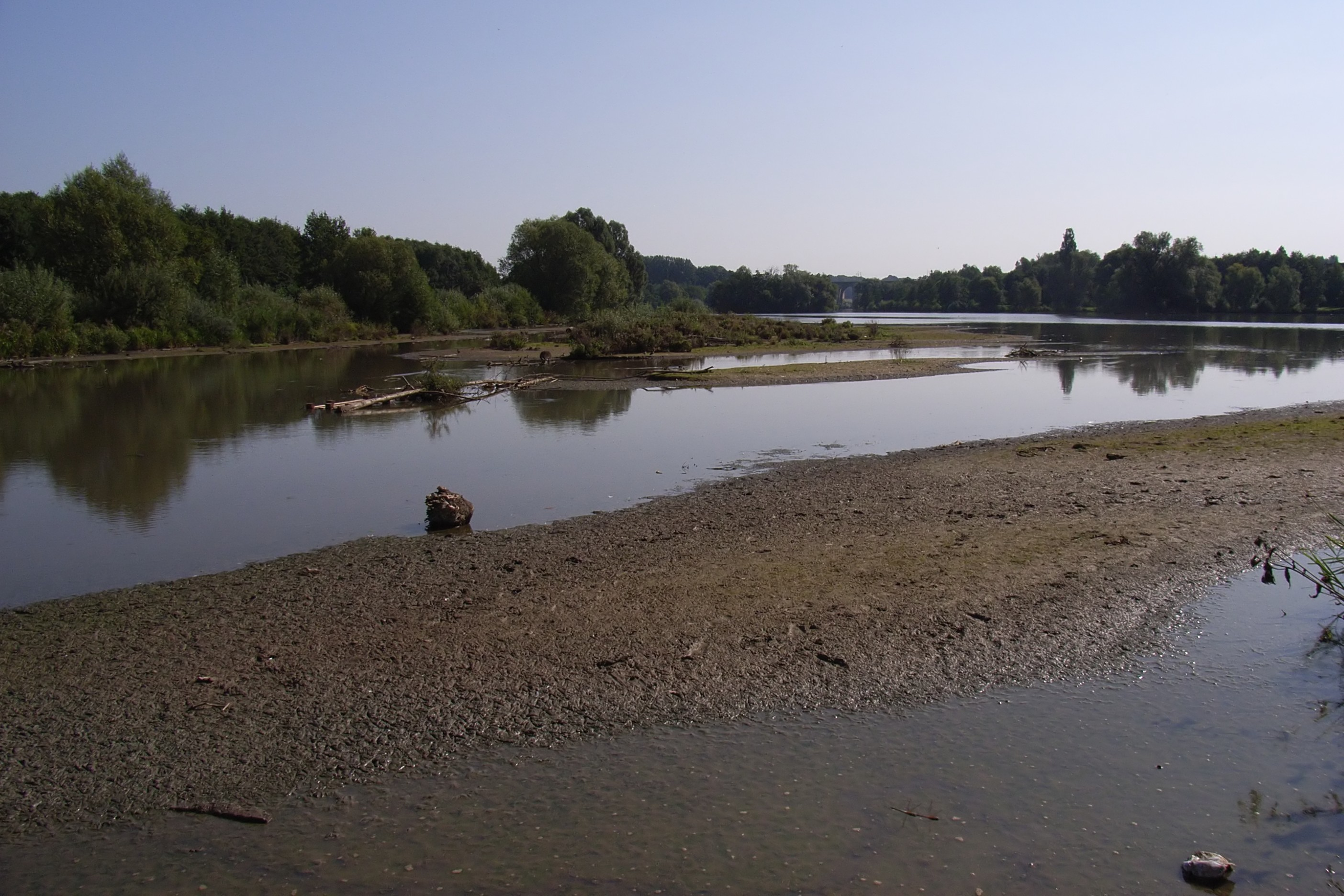
约翰尼斯巴赫河口的沉积物 2006年9月
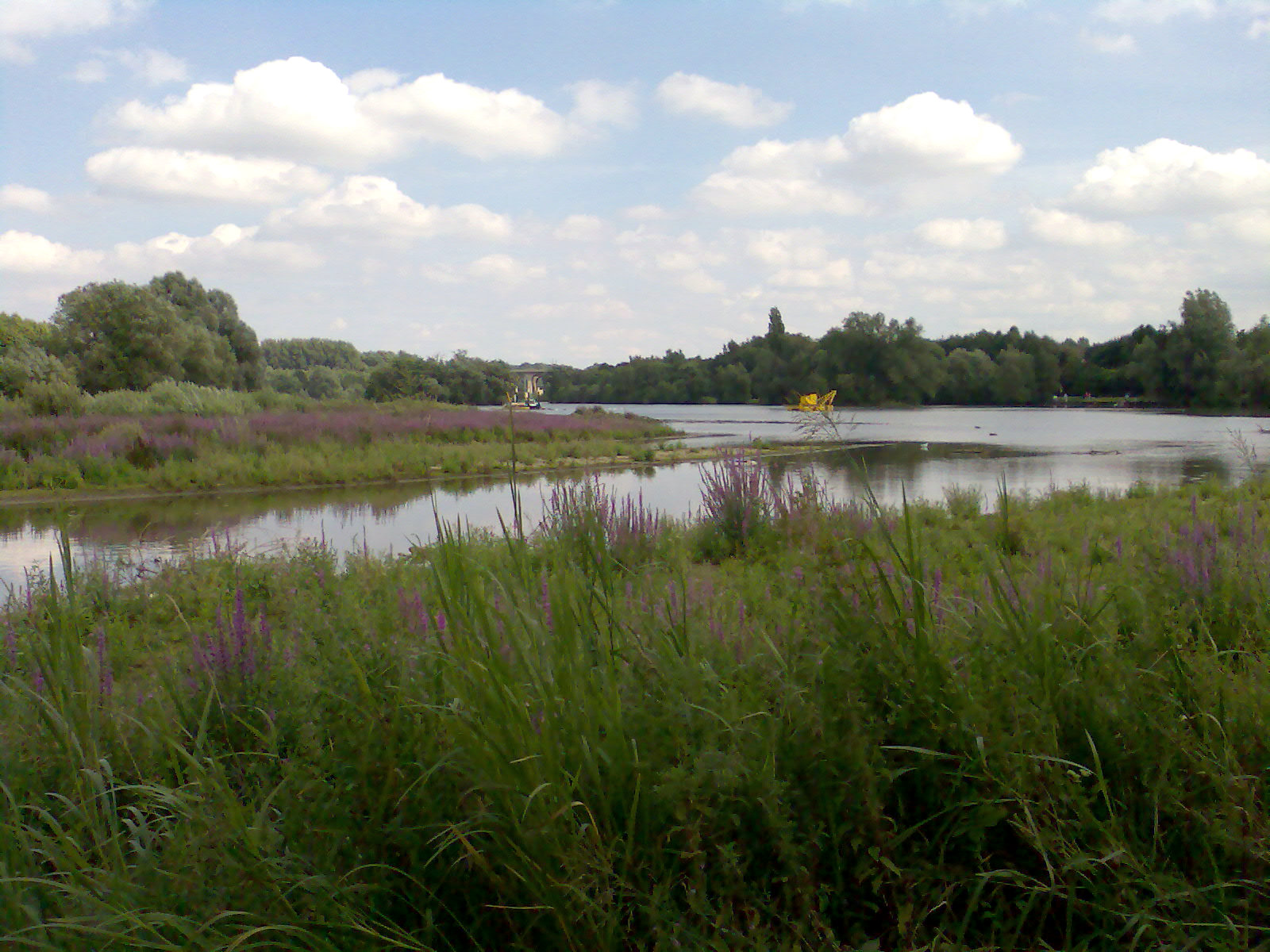
2008年8月的沉积物，疏浚工作刚刚开始。
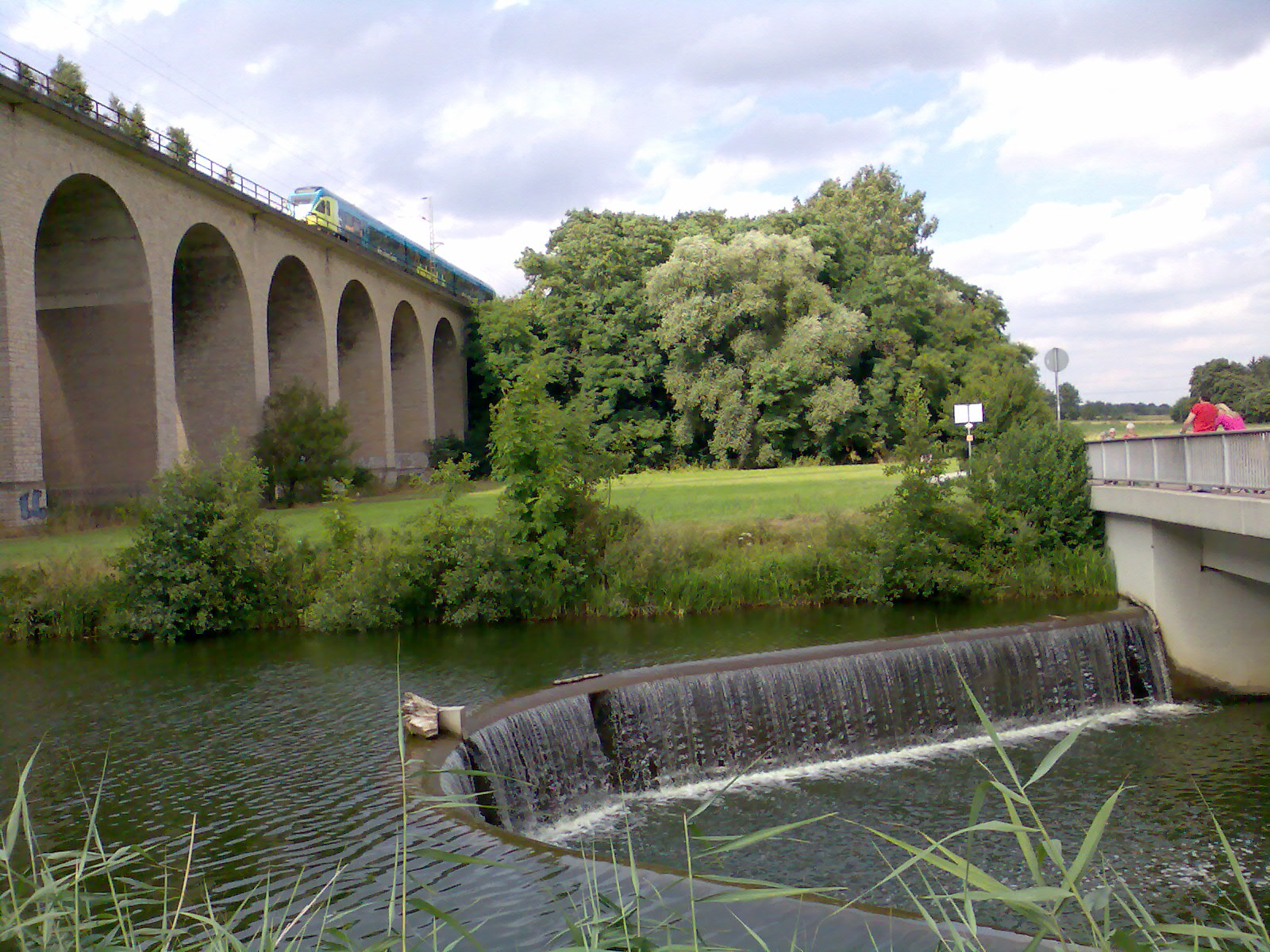
2008年8月，带大坝的高架桥（河流改道前）。
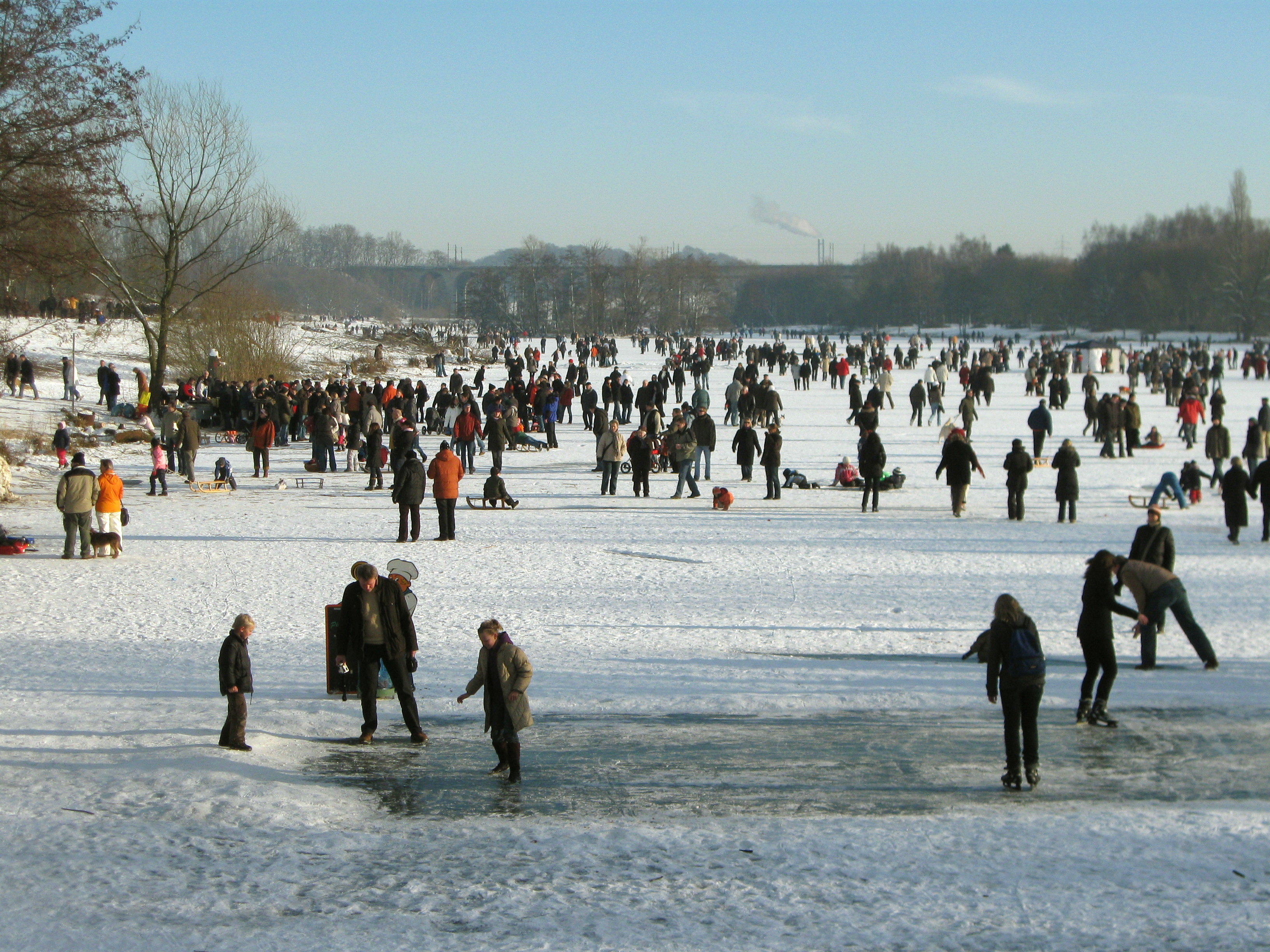
2009年1月的高架桥上湖。 北部湖岸被溪流改道切断前的最后一个冬天。
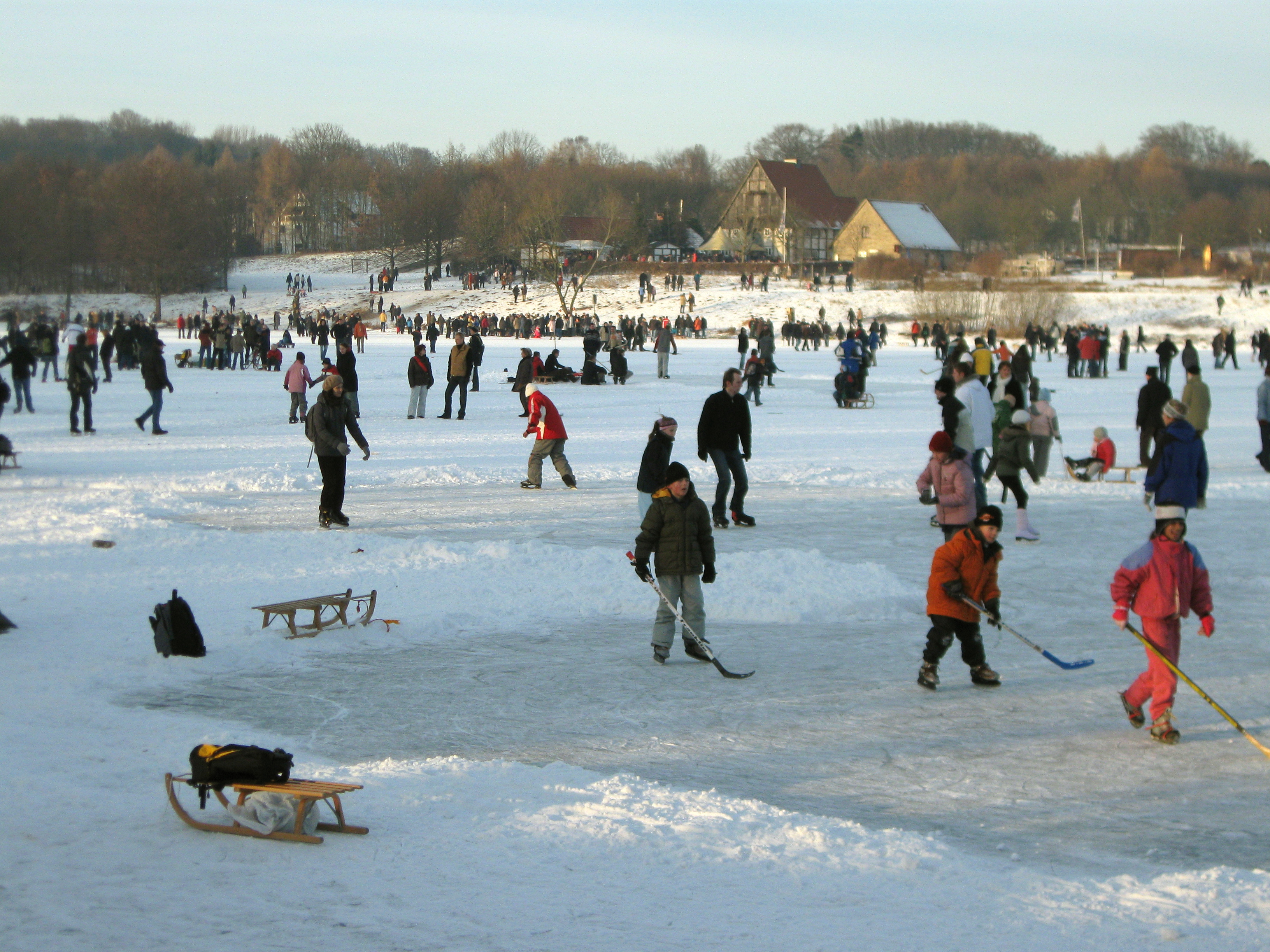
2009年1月。 北部湖岸的风景，以及餐厅的半木结构建筑。
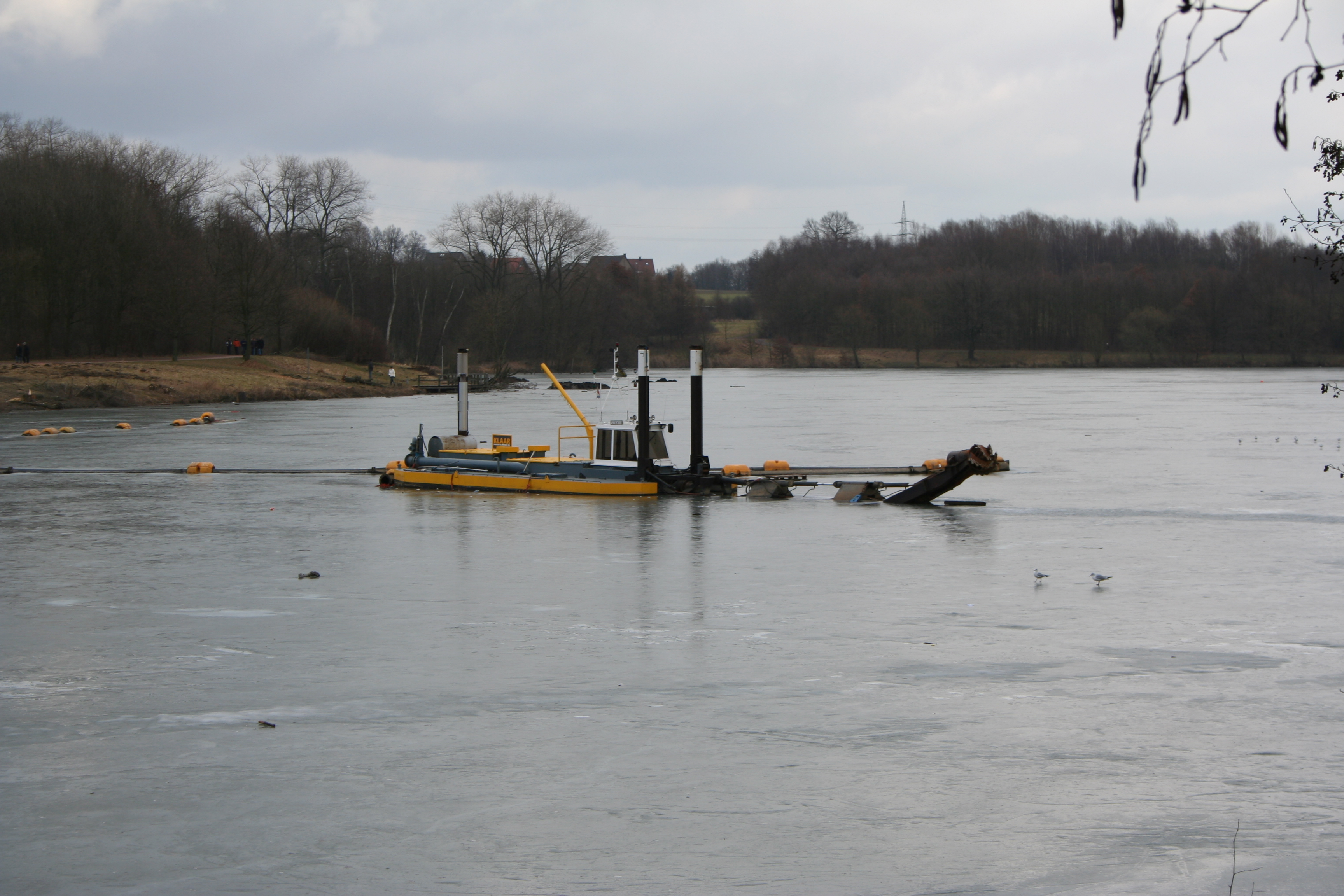
2009年2月的冰冻吸污船
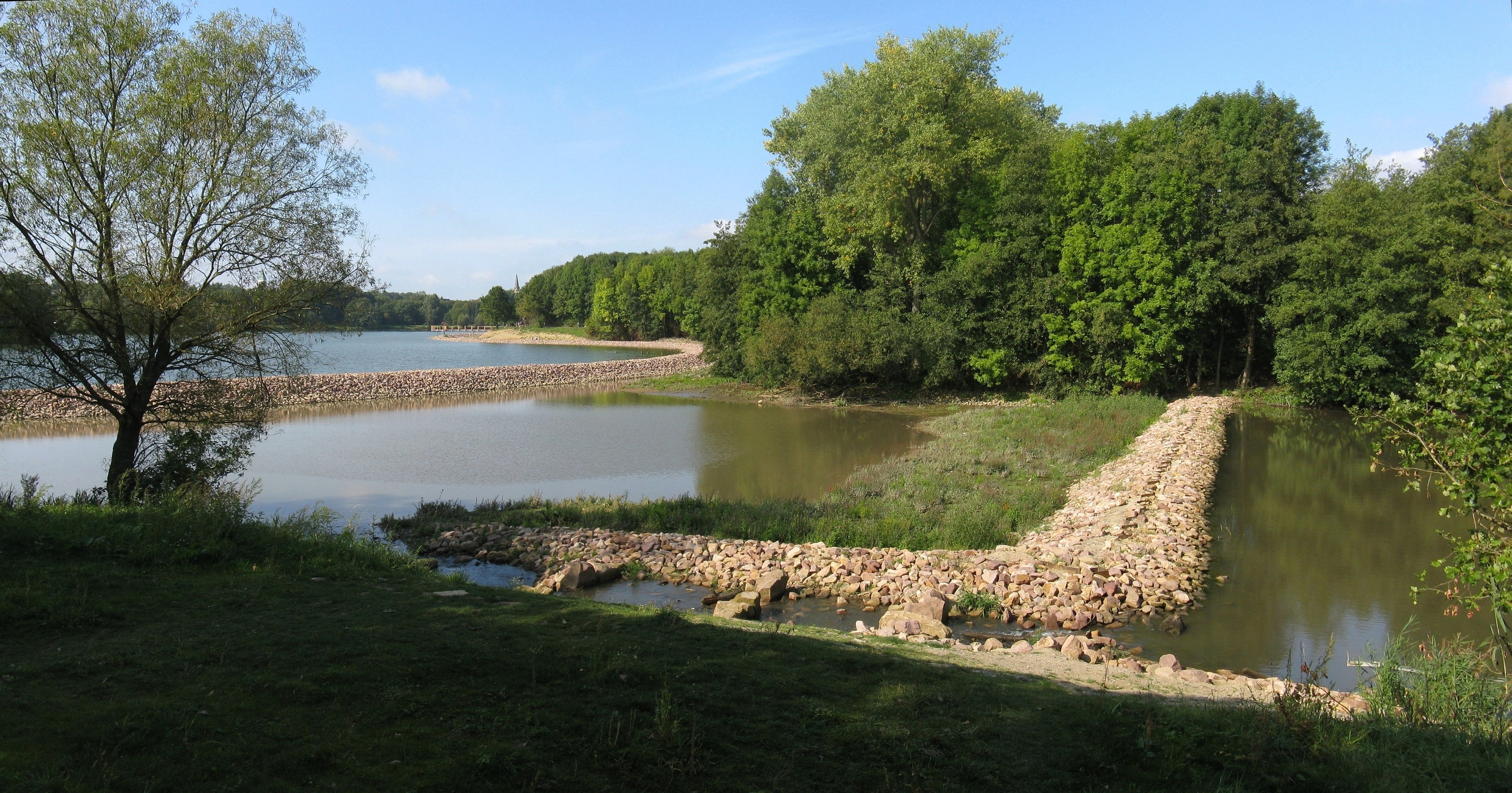
2009年9月，进入约翰尼斯河谷的河口
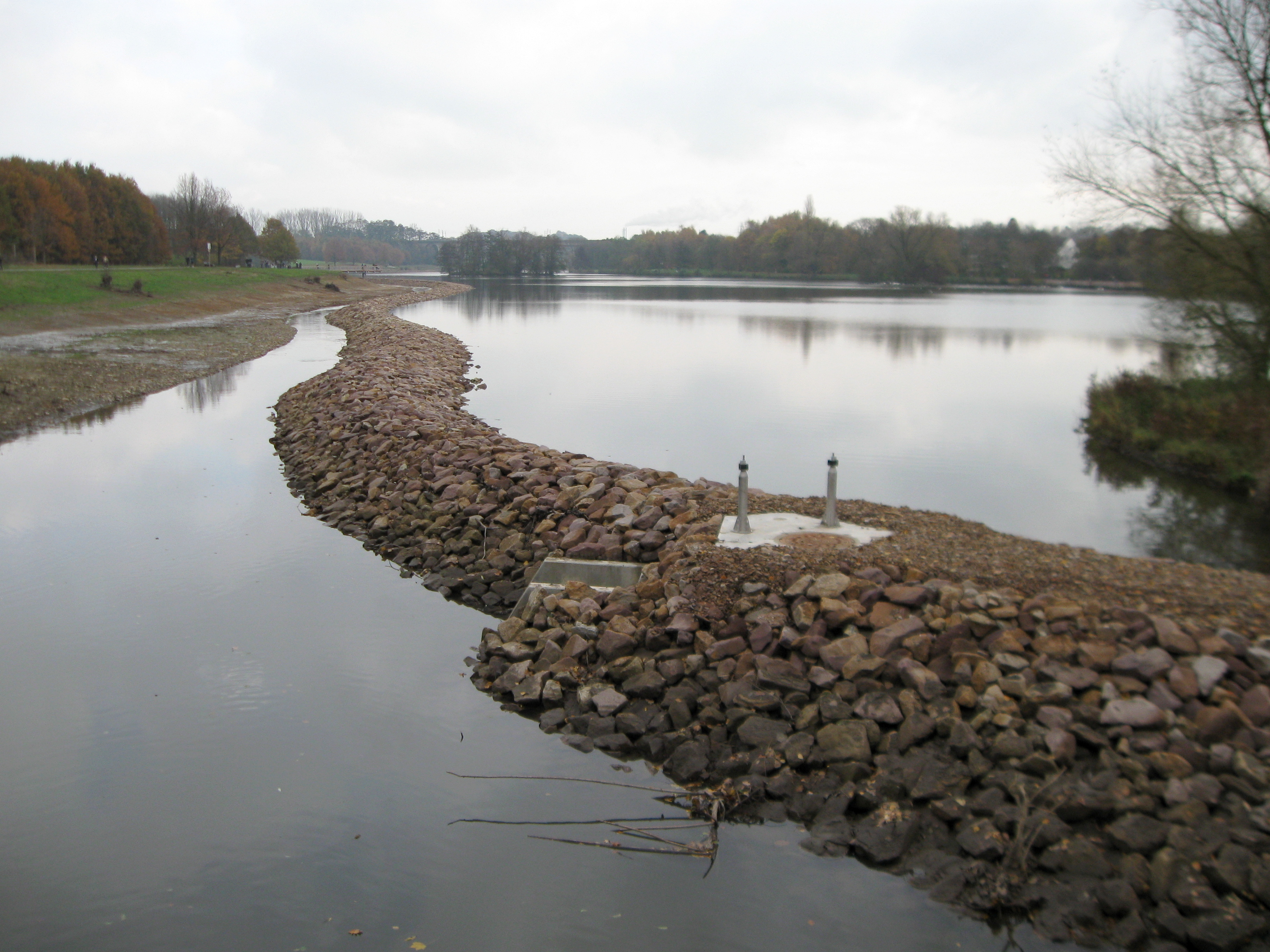
2009年11月8日，奥伯湖：溪流改道已运行数日。建筑工程已经清除了前湖岸地区的树木和灌木。
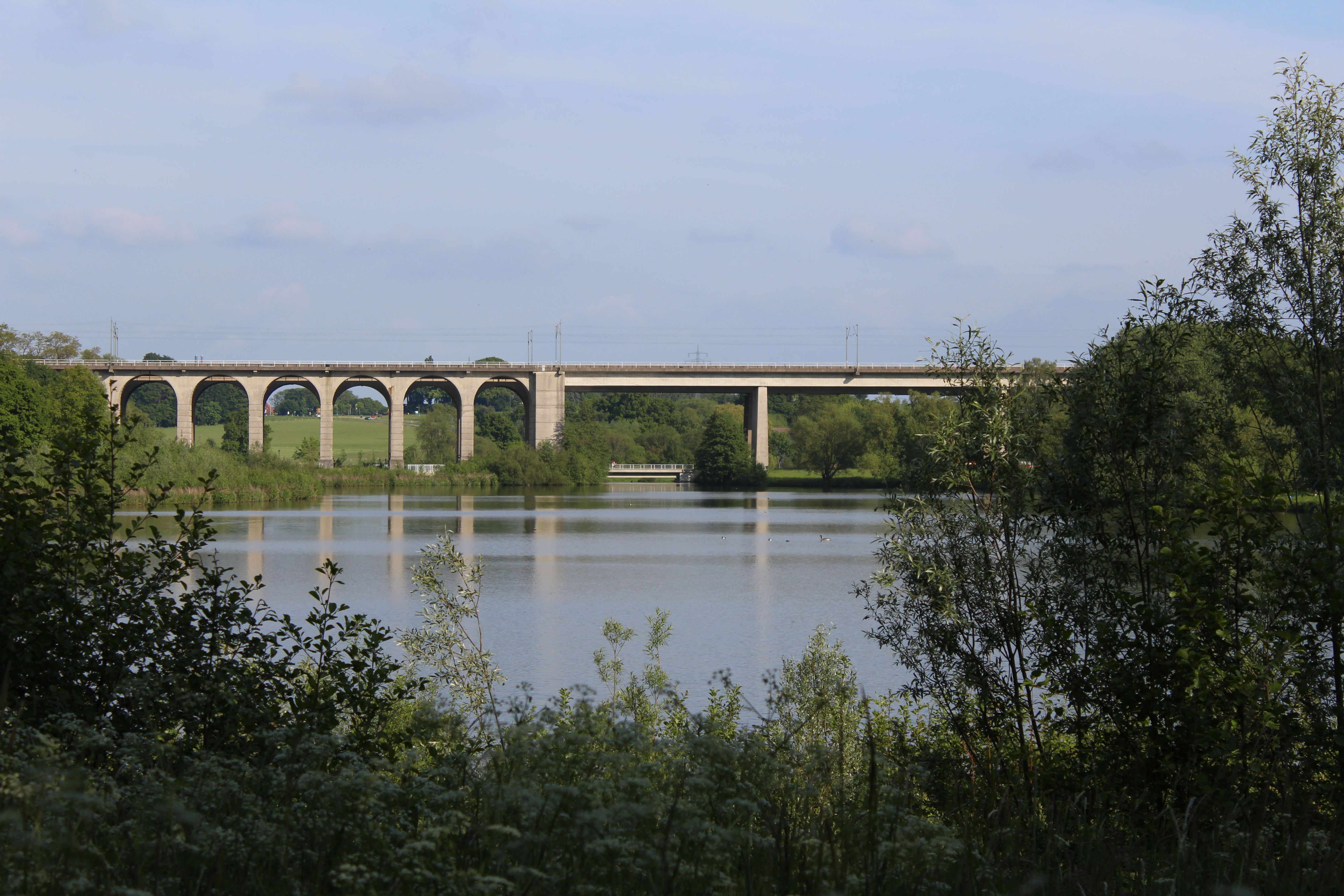
2014年5月，从西北方向看希尔代谢高架桥。

## 娱乐用途
奥伯湖是当地受欢迎的休闲区。除了环湖约3.5公里的环形徒步小径外，湖北面的公园内还有铺好的小径和两个儿童游乐场。在约伦贝克米伦巴赫河沿岸，有一个鸟类保护区，湖本身被租给一个钓鱼俱乐部。2007年初的电钓发现，湖中鲢鱼和红颜鱼很少见，梭鲈、狗鱼、粗鳞鳊、𬶋鱼和鲈鱼比较常见，而湖拟鲤和欧鳊则更常见。在湖岸边，重建了一座有400年历史的半木结构房屋（建于1616年），现在这里有一家餐厅、一家海滩酒吧和其他娱乐设施（目前是一个迷你高尔夫球场）。
由于湖水与流水分离，水质正在缓慢变化。因此，奥伯湖的进一步用途，例如作为休闲湖，已经在讨论中。